# District de Bhavnagar
Le district de Bhavnagar est un district de l'état du Gujarat en Inde.
http://www.census2011.co.in/census/district/195-bhavnagar.html

## Géographie
Le district a une population de 2 880 365 habitants pour une superficie de 10 034 km2.